# Youssouf Koné
Youssouf Koné (Bamako, 5 de julho de 1995) é um futebolista profissional malinês que atua como defensor. Atualmente defende o Molenbeek, por emprestimo do Lyon.

## Carreira
Youssouf Koné representou o elenco da Seleção Malinesa de Futebol no Campeonato Africano das Nações de 2017.